# Claraeola erinys
Claraeola erinys är en tvåvingeart som först beskrevs av Perkins 1905.  Claraeola erinys ingår i släktet Claraeola och familjen ögonflugor. Inga underarter finns listade i Catalogue of Life.